# Толкрі 173A
Толкрі 173A (англ. Tallcree 173A) — індіанська резервація в Канаді, у провінції Альберта, у межах спеціалізованого муніципалітету Маккензі.

## Населення
За даними перепису 2016 року, індіанська резервація нараховувала 224 особи, показавши зростання на 37,4%, порівняно з 2011-м роком. Середня густина населення становила 4,2 осіб/км².
З офіційних мов обидвома одночасно не володів жоден з жителів, тільки англійською — 225. Усього 110 осіб вважали рідною мовою не одну з офіційних, з них 105 — одну з корінних мов.
Працездатне населення становило 41,9% усього населення, рівень безробіття — 38,5%.

## Клімат
Середня річна температура становить -0,1°C, середня максимальна – 21,3°C, а середня мінімальна – -27,6°C. Середня річна кількість опадів – 400 мм.
| Клімат поселення                              | Клімат поселення | Клімат поселення | Клімат поселення | Клімат поселення | Клімат поселення | Клімат поселення | Клімат поселення | Клімат поселення | Клімат поселення | Клімат поселення | Клімат поселення | Клімат поселення | Клімат поселення |
| Показник                                      | Січ.             | Лют.             | Бер.             | Квіт.            | Трав.            | Черв.            | Лип.             | Серп.            | Вер.             | Жовт.            | Лист.            | Груд.            |                  |
| Середній максимум, °C                         | −14,2            | −8,8             | −1,97            | 9,10             | 16,35            | 21,12            | 21,28            | 19,60            | 14,04            | 7,10             | −4,74            | −12,54           |                  |
| Середня температура, °C                       | −20,87           | −15,5            | −8,66            | 2,40             | 9,68             | 14,45            | 16,60            | 14,95            | 9,40             | 2,46             | −9,4             | −17,2            |                  |
| Середній мінімум, °C                          | −27,56           | −22,17           | −15,33           | −4,26            | 3,00             | 7,76             | 11,96            | 10,30            | 4,72             | −2,19            | −14,06           | −21,86           |                  |
| Норма опадів, мм                              | 22               | 19               | 23               | 17               | 36               | 53               | 69               | 55               | 36               | 27               | 22               | 21               |                  |
| Середньомісячна швидкість вітру, м/с          | 2.60             | 2.70             | 3.00             | 3.20             | 3.20             | 3.00             | 2.60             | 2.70             | 3.00             | 3.16             | 2.80             | 2.47             |                  |
| Середньомісячна сонячна радіація, кДж/м²·день | 2084             | 5112             | 10511            | 16824            | 20592            | 22072            | 21009            | 16742            | 10639            | 5463             | 2365             | 1340             |                  |
| --------------------------------------------- | ---------------- | ---------------- | ---------------- | ---------------- | ---------------- | ---------------- | ---------------- | ---------------- | ---------------- | ---------------- | ---------------- | ---------------- | ---------------- |
| Джерело:                                      |                  |                  |                  |                  |                  |                  |                  |                  |                  |                  |                  |                  |                  |